# Ворота Аточа
Ворота Аточа — не существующие ныне ворота в составе мадридской стены, в юго-восточной её части. Ворота получили такое же имя, как и располагавшийся неподалёку монастырь «Богоматери Аточи». Ворота были разобраны в 1851 году.
Вероятнее всего, ворота не существовали, как часть стены, до 1625 года. Последняя реконструкция ворот проходила под управлением Вентуры Родригеса в 1769 году в рамках программы обновления некоторых ворот Мадрида. Тогда же были возведены или улучшены ворота Алкала и Бильбао — эти, в свою очередь были спроектированы Франческо Сабатини.
Ворота были снесены в 1851 году, когда начались работы по строительству железнодорожного вокзала, носившего тогда название Полуденной станции. В 1992 году, в ходе масштабной реконструкции вокзала, было решено переименовать его в честь исчезнувших ворот — Аточа.